# 急庇利街

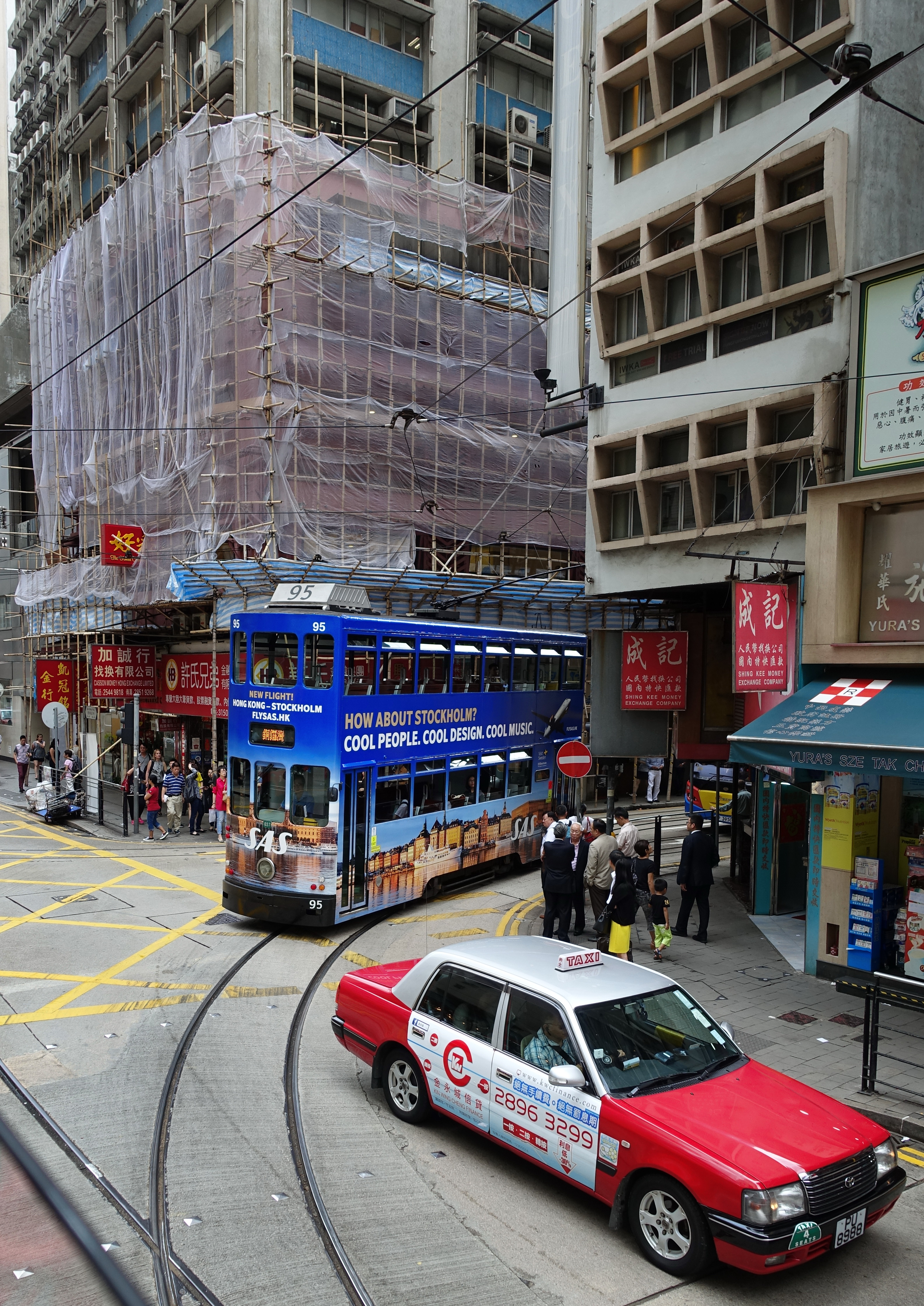
一輛往銅鑼灣的電車正從急庇利街駛入德輔道中

急庇利街（英語：Cleverly Street），是香港港島近上環電車總站的一條街道，全長只有400米，南北走向，途經皇后大道中、蘇杭街、畢街、文咸東街、永樂街、德輔道中、干諾道中。沿街可見6層高的唐樓為主，其中段向東轉入永樂街至禧利街可到達港鐵港島綫上環站入口。街道以香港第二任測量總監急庇利命名。
急庇利街北段最著名的是貨幣找換店，有差不多10家店子。
1969年至1981年間，急庇利街是西區和中區的分界線。

## 外部連結
- 上環急庇利街地圖[]